# Regiunea Cascades
Cascades este o diviziune de gradul I, localizată în partea de sud-vest a statului Burkina Faso. Fondată la data de 2 iulie 2001, provincia cuprinde un 2 regiuni: Comoé și Léraba. 

| Provincia | Reședința | Populația (2006) |
| --------- | --------- | ---------------- |
| Comoé     | Banfora   | 400.534          |
| Léraba    | Sindou    | 124.422          |

1. ↑  GeoNames, accesat în 9 iulie 2017